# Drobna plamistość liści jabłoni

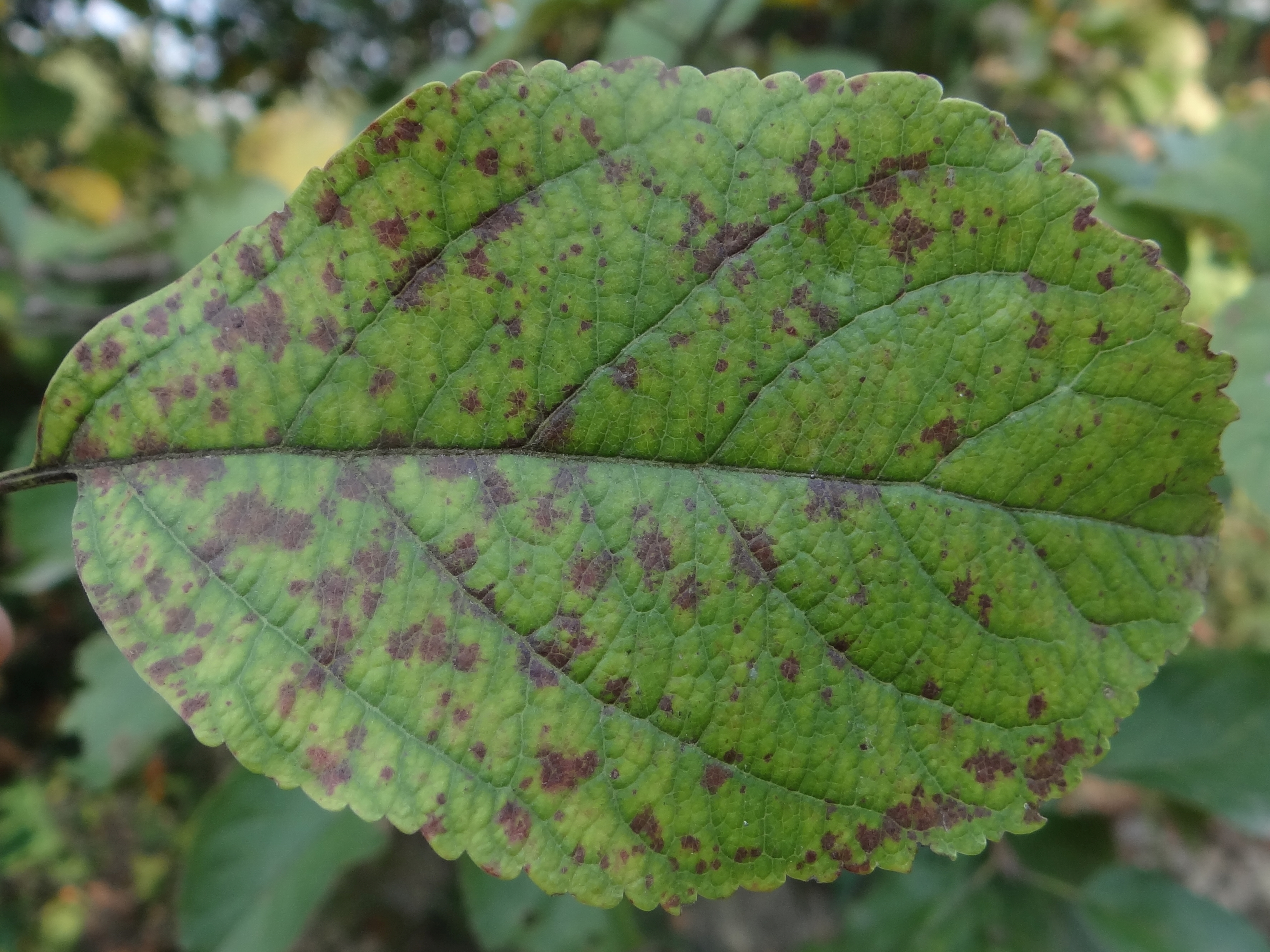
Objawy na górnej stronie liścia jabłoni

Drobna plamistość liści jabłoni (ang. black spot of apple, brooks fruit spot of apple) – grzybowa choroba jabłoni wywołana przez Mycosphaerella pomi. 

## Występowanie i szkodliwość
Choroba ta występuje powszechnie w strefie klimatu umiarkowanego. Silnie porażone liście przedwcześnie opadają. Choroba nie powoduje jednak większych strat.
Na liściach jabłoni występują jeszcze dwie inne choroby powodujące podobne objawy: brunatna plamistość liści jabłoni i kanciasta plamistość liści jabłoni. Wszystkie trzy choroby określane są wspólną nazwą nekrotyczna plamistość liści jabłoni. Plamistość liści powoduje również parch jabłoni, uważany za najgroźniejszą chorobę tego drzewa, jednak wywołane przez niego plamy różnią się morfologią.

## Objawy
Patogen atakuje głównie liście, powodując na nich powstawanie drobnych plamek. Początkowo powstają jasnobrunatne z ciemnoszarą obwódką, potem szarobiałe przebarwienia. W miarę rozwoju choroby przekształcają się one w owalne i nieregularnie rozproszone plamki o średnicy 2-3 mm. W drugiej połowie lata przy wilgotnej pogodzie pojawiają się na nich brunatne skupiska zarodników.

## Etiologia
Przezimowują pyknidia na opadłych liściach. Wiosną wytwarzają one zarodniki konidialne, które uwalniają się z pyknidiów podczas wilgotnej pogody. Roznoszone przez wiatr dokonują infekcji pierwotnej. W sezonie wegetacyjnym na porażonych liściach wytwarzane są konidia, które dokonują infekcji wtórnych rozprzestrzeniając chorobę.

## Ochrona
Zabiegi stosowane przeciwko parchowi jabłoni są skuteczne także przeciwko drobnej plamistości liści jabłoni. W przypadku dużego nasilenia choroby w poprzednim roku, należy wykonać opryskiwanie fungicydami w fazie różowego pąka, pod koniec kwitnienia, oraz po czerwcowym opadaniu zawiązków. Zabiegi  te powtarza się 2-3-krotnie co dwa tygodnie. Najskuteczniejsze są fungicydy miedziowe i ditiokarbaminianowe.